# کافرقلعه سی
کافر قلعه سی مربوط به هزاره اول قبل از میلاد - سدهٔ ۶ تا ۸ ه.ق است و در شهرستان سلماس، بخش مرکزی، دهستان زولاچای، ۵۰۰ متری روستای زرین دره واقع شده و این اثر در تاریخ ۷ اسفند ۱۳۸۵ با شمارهٔ ثبت ۱۷۶۵۲ به‌عنوان یکی از آثار ملی ایران به ثبت رسیده است.